# Dodoma
Dodoma (gogojska beseda idodomja, dobesedno »kraj potopitve« - po lokalni legendi naj bi namreč v bližnjem močvirju utonil slon), uradno mesto Dodoma City, je prestolnica Tanzanije  in glavno mesto regije Dodoma s 410.956 prebivalci.
Leta 1974 je tanzanijska vlada napovedala, da se bo prestolnica preselila v Dodomo zaradi socialnih in ekonomskih razlogov ter za centralizacijo prestolnice znotraj države. Uradna prestolnica je postala leta 1996. Večji del prvotne zasnove pa ni bil nikoli uresničen, vladni uradi in veleposlaništva so se upirali selitvi pisarn v Dodomo. Kot rezultat, Dar es Salaam ostaja komercialna in dejanska prestolnica Tanzanije.

## Lega
Mesto je v središču države, 453 kilometrov zahodno od nekdanje prestolnice Dar es Salaam in 441 kilometrov južno od Aruše, sedeža Vzhodnoafriške skupnosti. Je 259 kilometrov severno od Iringe skozi Mtera. Prav tako je 260 kilometrov  zahodno od Morogoroja. Pokriva površino 2669 kvadratnih kilometrov, od tega je 625 kvadratnih kilometrov urbaniziranih.

## Zgodovina
Prvotno majhen trg, znan kot Idodomya, so sodobno Dodomo leta 1907 ustanovili nemški kolonisti med gradnjo osrednje tanzanijske železnice. Postavitev je sledila tipičnemu kolonialnemu načrtovanju tistega časa z evropsko četrtjo, ločeno od domače vasi. Po izgradnji osrednje železniške proge skozi Tanzanijo je postalo misijonarsko središče.
Leta 1967, po osamosvojitvi, je odločitev za imenovanje za prestolnico je sprejela takratna vladajoča stranka na čelu s predsednikom [[Julius Nyerere|Juliusom Nyererejem]. Vlada je povabila kanadsko podjetje Project Planning Associates Ltd, da pripravi glavni načrt za pomoč pri nadzoru in organizaciji takratne prestolnice države Dar es Salaam, ki je doživela hitro urbanizacijo in rast prebivalstva. Načrt je bil leta 1972 preklican, deloma zaradi neuspeha pri ustreznem reševanju zgodovinskih in družbenih problemov, povezanih z mestom.
Leta 1974 je tanzanijska vlada po vsenarodnem strankarskem referendumu objavila, da se bo prestolnica preselila iz Dar es Salaama na bolj osrednjo lokacijo, da bi ustvarila pomembne socialne in gospodarske izboljšave za osrednjo regijo ter centralizirala prestolnico znotraj države. Stroški so bili ocenjeni na 186 milijonov funtov in naj bi trajali 10 let. Območje, regijo Dodoma, je takratna kolonialna sila Nemčija že leta 1915 obravnavala kot potencialno novo prestolnico, leta 1932 Britanci kot mandat Lige narodov in ponovno v državni skupščini po osamosvojitvi leta 1961 in 1966.
Z že uveljavljenim mestom na glavnem razpotju je imela regija Dodoma prijetno klimo, prostor za razvoj  in bila v geografskem središču naroda. Njena lokacija v podeželskem okolju je bila obravnavana kot središče ujamaa in zato primerna za prestolnico ujamaa, ki bi lahko videla in se učila od sosednjih vasi ter ohranila tesen odnos z zemljo.
Nova prestolnica je bila obravnavana kot ekonomsko bolj izvedljiva alternativa kot poskus reorganizacije in prestrukturiranja Dar es Salaama in je bila idealizirana kot način za preusmeritev razvoja stran od nadaljnje koncentracije v enem samem obalnem mestu, ki je veljalo za anatemo za vladni cilj socialistične enotnosti. in razvoj. Cilji za novo prestolnico so vključevali: mesto postane simbol družbenih in kulturnih vrednot in stremljenj Tanzanije; da se funkcijo glavnega mesta dopolni z industrijsko-komercialnim razvojem; ter da se je treba izogniti napakam in značilnostim kolonialnega načrtovanja in sodobnih velikih mest, kot so prevelika gostota prebivalstva, onesnaženost in prometni zastoji.
Uprava za razvoj kapitala (CDA) je k predložitvi predlogov za najboljšo lokacijo in pripravo glavnega načrta povabila tri mednarodna podjetja: Project Planning Associates Ltd., Kanada; Doxiadis Associates International iz Grčije (ki je delal v novi pakistanski prestolnici Islamabad) in združenje inženirskih svetovalnih podjetij na Japonskem. Četrto podjetje iz Nemčije je oddalo predlog brez povabila.
Zmagovalec, o katerem je odločil CDA skupaj z neodvisnimi ameriškimi svetovalci, je bil Project Planning Associates, isti kanadski svetovalci, katerih načrt za Dar es Salaam je bil videti kot neustrezen in se ne odziva dovolj na lokalne razmere in potrebe največjega mesta Tanzanije. Njihov načrt je predvideval mesto s 400.000 prebivalci do leta 2000 in 1,3 milijona do leta 2020.
Uradna prestolnica od leta 1996, je bila Dodoma predvidena kot prvo nemonumentalno glavno mesto v nasprotju z monumentalnostjo in hierarhijo drugih načrtovanih prestolnic, kot so Abuja, Brasília in Washington, D. C. Zavrnila je geometrijske oblike, kot sta mrežasta postavitev cest in radialni načrti, ki so tako neprimerni kot urbana oblika, naj bi se valovali in ukrivljali z obstoječo topografijo in ne bili v nasprotju z njo, da bi ohranili svoj podeželski ujamaa občutek. Kot se je za takratni razvoj Tanzanije spodobilo, je bil avtomobil po pomembnosti drugotnega pomena glede na javni prevoz, kot so avtobusi, ki jih je takrat uporabljal velik del prebivalstva.
Leta 1974 je imela Dodoma 40.000 prebivalcev in je bila izbrana za mesto nove prestolnice v nasprotju z bližnjo Hombolo ali Ihumwa. Obstoječa velikost prebivalstva ni bila obravnavana kot ovira, medtem ko bi obstoječa infrastruktura zmanjšala stroške gradnje.
Mesto, ki je bilo zasnovano na več kot 1000 ha, je bilo mišljeno kot »glavna vas narodovih vasi«, zgrajena v človeškem merilu, ki naj bi ga doživljali peš. Njegova osnovna načela sledijo modelu vrtnega mesta, postavljenega med vrt z zelenimi pasovi, ki ločujejo ločena območja za prebivalce in industrijo.
Kot del poteze vlade je bil predviden kapitolski kompleks, projekti mednarodnih ekip pa so ponudili konkurenčne vizije in različice umestitve in postavitve kapitolskega kompleksa. Ti konkurenčni predlogi, nekatere kot obliko pomoči plačajo tuje vlade, druge pa vpletena podjetja, so bili predstavljeni že leta 1978. Vendar je kitajska vlada šele leta 2006 dostavila dokončano zgradbo parlamenta v Dodomi. Končna lokacija parlamenta ni bila na prvotni načrtovani lokaciji v glavnem načrtu, lokacija pa se zdaj razvija kot lokacija za univerzo.
Ker se večina prvotne zasnove v zadnjih 40 letih nikoli ni uresničila, so se vladni uradi in veleposlaništva uprli selitvi pisarn v Dodomo. Posledično ostajajo številni vladni uradi v Dar es Salaamu, ki ostaja trgovska in dejanska prestolnica Tanzanije.
Dodoma je bila mišljena kot projekt za izgradnjo države za utrjevanje identitete in usmeritve nove postkolonialne neodvisnosti v Tanzaniji in je podoben projektom v Nigeriji (Abuja), Bocvani (Gaborone), Malaviju (Lilongwe) in Mavretaniji (Nouakchott). 

## Demografija
Od celotne populacije je 199.487 ljudi (48,5 odstotka) moških, 211.469 ljudi (51,5 odstotka) pa žensk. Povprečna velikost gospodinjstva je 4,4 osebe. Rimskokatoliška cerkev poroča, da je 19,2 % prebivalstva rimokatolikov. Dodoma je naseljena z različnimi etničnimi skupinami, ker je vladno upravno središče, čeprav so avtohtone etnične skupine Gogo, Rangi in Sandawe. Obstajajo tudi majhne indijske manjšine.

## Podnebje
Dodoma ima polsušno podnebje  s toplimi do vročimi temperaturami skozi vse leto. Medtem ko so povprečne najvišje temperature nekoliko dosledne skozi vse leto, se povprečne najnižje vrednosti julija spustijo na 13 °C. V Dodomi v povprečju pade 610 milimetrov padavin na leto, od katerih se velika večina zgodi v vlažni sezoni med decembrom in aprilom. Preostanek leta obsega sušno obdobje mesta.

## Univerze
V Dodomi je več univerz, ki vključujejo Odprto univerzo Tanzanije, ki je razširjena po vsej Tanzaniji, Univerzo St. Johns, ki je v lasti Anglikanske cerkve Tanzanije in Univerzo Dodoma s približno 35.000 študenti. Obe univerzi sta bili odprti leta 2007. Poleg tega sta tu še univerza Mipango in CBE.
Anglikanska cerkev vodi edino mednarodno šolo v Dodomi, šolo Canon Andrea Mwaka (»CAMS«). CAMS, ustanovljen leta 1950, zagotavlja izobraževanje otrokom. Izobraževanje temelji na angleškem nacionalnem kurikulumu in šola študentom ponuja možnost opravljanja izpitov IGCSE. Na šoli je približno 280 učencev.

## Kraji čaščenja
- Anglikanska stolnica svetega Duha.
- Glavna mošeja v Dodomi.

V mestu so pretežno krščanske cerkve in templji: rimskokatoliška nadškofija Dodoma (katoliška cerkev), anglikanska cerkev Tanzanije (anglikansko občestvo), evangeličanska luteranska cerkev v Tanzaniji (svetovna luteranska federacija), baptistična konvencija Tanzanije (baptistična Svetovno zavezništvo), božje skupščine. Obstajajo tudi muslimanske mošeje.

## Mednarodne povezave
Dodoma ima uradne povezave z naslednjimi mesti (pobratena ali sestrska mesta oz. mesta-dvojčki):
- Džaipur, Indija
- Bangui, Srednjeafriška republika
- Watsa, Demokratična republika Kongo
- Linz, Avstrija